# NMT-W64-160
NMT-W64-160 es el nombre de catálogo, también conocido por los nombres comunes mandíbula de Peninj y Peninj 1, de una mandíbula de Paranthropus boisei, encontrada por Kamoya Kimeu, miembro del equipo de Richard Leakey, en 1964, en un yacimiento cerca del lago Natron (Tanzania) y cuyo hallazgo fue publicado en el mismo año por L. Leakey y M. Leakey. El fósil está datado en 1,5±1 millones del años, dentro del Calabriense,
 si bien tiene gran incertidumbre ya que fue encontrada en superficie y la fecha dada solo se puede asociar al estrato.

## Taxonomía y descripción
Como muchos otros Paranthropus, Peninj 1 fue categorizada como Australopithecus, sin embargo la mandíbula de Peninj, por su ancho y grandes dientes post caninos, se enmarca en P. boisei.
La mandíbula conserva la dentición completa y muestra pequeños caninos y grandes molares. Una de las piezas está dañada, y todas ellas están aplanadas por el desgaste. Por el tamaño y el desarrollo de los terceros molares podría haber pertenecido a un macho adulto.